# ستامبز
ستامبز (بالإنجليزية: Stamps, Arkansas)‏ هي مدينة تقع في مقاطعة لافاييت، أركنسو بولاية أركنساس في الولايات المتحدة. تبلغ مساحة هذه المدينة 8.2 (كم²)، وترتفع عن سطح البحر 94 م، بلغ عدد سكانها 2131 نسمة في عام 2000 حسب إحصاء مكتب تعداد الولايات المتحدة.

## التركيبة السكانية
حدّد مكتب تعداد الولايات المتحدة بيانات التركيبة السكانية لستامبز في تعداد الولايات المتحدة. في ما يلي، التركيبة السكانية حسب تعدادي 2000 و2010.

### تعداد عام 2000
بلغ عدد سكان ستامبز 2,131 نسمة بحسب تعداد عام 2000، وبلغ عدد الأسر 830 أسرة وعدد العائلات 542 عائلة مقيمة في المدينة. في حين سجلت الكثافة السكانية 260.8 نسمة لكل كيلومتر مربع (675.5/ميل2). وبلغ عدد الوحدات السكنية 1,003 وحدة بمتوسط كثافة قدره 122.8 لكل كيلومتر مربع (318.1/ميل2).
وتوزع التركيب العرقي للمدينة بنسبة 44.30% من البيض و54.48% من الأمريكيين الأفارقة و0.52% من الأمريكيين الأصليين و0.09% من الأمريكيين ذوي الأصول الآسيوية و0.05% من سكان جزر المحيط الهادئ و0.56% من عرقين مختلطين أو أكثر و0.61% من الهسبانيون أو اللاتينيون من أي عرق.
بلغ عدد الأسر 830 أسرة كانت نسبة 36.6% منها لديها أطفال تحت سن الثامنة عشر تعيش معهم، وبلغت نسبة الأزواج القاطنين مع بعضهم البعض 37.8% من أصل المجموع الكلي للأسر، ونسبة 21.7% من الأسر كان لديها معيلات من الإناث دون وجود شريك،  بينما كانت نسبة 5.8% من الأسر لديها معيلون من الذكور دون وجود شريكة وكانت نسبة 34.7% من غير العائلات. تألفت نسبة 31.7% من أصل جميع الأسر من عدة أفراد يعيشون في نفس المنزل ونسبة 17.6% كانت تتألف من شخص يعيش بمفرده يبلغ من العمر 65 عاماً أو أكثر. وبلغ متوسط حجم الأسرة المعيشية 2.46، أما متوسط حجم العائلات فبلغ 3.10.
بلغ العمر الوسطي للسكان 36.6 عاماً. وكانت نسبة 27.1% من القاطنين تحت سن الثامنة عشر، وكانت نسبة 9.1% بين الثامنة عشر والرابعة والعشرين عاماً، ونسبة 23.5% كانت واقعةً في الفئة العمرية ما بين الخامسة والعشرين والرابعة والأربعين عاماً، ونسبة 20.2% كانت ما بين الخامسة والأربعين والرابعة والستين، ونسبة 16% كانت ضمن فئة الخامسة والستين عاماً فما فوق. يوجد لكل 100 أنثى 89.7 ذكر، ويوجد لكل 100 أنثى في الثامنة عشر من عمرها فما فوق 79.7 ذكر.
بلغ متوسط دخل الأسرة في المدينة 22,194 دولارًا، أما متوسط دخل العائلة فبلغ 26,591 دولارًا. وكان متوسط دخل الذكور 25,667 دولارًا مقابل 17,125 دولارًا للإناث. وسجل دخل الفرد الخاص بالمدينة 11,440 دولارًا. وكانت نسبة 22.8% من العائلات ونسبة 27.8% من السكان تحت خط الفقر، وكان من هؤلاء نسبة 31% تحت سن الثامنة عشر ونسبة 24.2% في الخامسة والستين من العمر وما فوق.

### تعداد عام 2010
بلغ عدد سكان ستامبز 1,693 نسمة بحسب تعداد عام 2010، وبلغ عدد الأسر 700 أسرة وعدد العائلات 443 عائلة مقيمة في المدينة. في حين سجلت الكثافة السكانية 207.2 نسمة لكل كيلومتر مربع (536.6/ميل2). وبلغ عدد الوحدات السكنية 896 وحدة بمتوسط كثافة قدره 109.7 لكل كيلومتر مربع (284.1/ميل2).
وتوزع التركيب العرقي للمدينة بنسبة 41.05% من البيض و56.82% من الأمريكيين الأفارقة و0.41% من الأمريكيين الأصليين و0.06% من الأمريكيين ذوي الأصول الآسيوية و0.65% من الأعراق الأخرى و1% من عرقين مختلطين أو أكثر و1.71% من الهسبانيون أو اللاتينيون من أي عرق.
بلغ عدد الأسر 700 أسرة كانت نسبة 32.1% منها لديها أطفال تحت سن الثامنة عشر تعيش معهم، وبلغت نسبة الأزواج القاطنين مع بعضهم البعض 31.9% من أصل المجموع الكلي للأسر، ونسبة 26.6% من الأسر كان لديها معيلات من الإناث دون وجود شريك،  بينما كانت نسبة 4.9% من الأسر لديها معيلون من الذكور دون وجود شريكة وكانت نسبة 36.7% من غير العائلات. تألفت نسبة 33.7% من أصل جميع الأسر من عدة أفراد يعيشون في نفس المنزل ونسبة 16% كانت تتألف من شخص يعيش بمفرده يبلغ من العمر 65 عاماً أو أكثر. وبلغ متوسط حجم الأسرة المعيشية 2.35، أما متوسط حجم العائلات فبلغ 3.00.
بلغ العمر الوسطي للسكان 39.6 عاماً. وكانت نسبة 25.7% من القاطنين تحت سن الثامنة عشر، وكانت نسبة 8.9% بين الثامنة عشر والرابعة والعشرين عاماً، ونسبة 21.1% كانت واقعةً في الفئة العمرية ما بين الخامسة والعشرين والرابعة والأربعين عاماً، ونسبة 25.9% كانت ما بين الخامسة والأربعين والرابعة والستين، ونسبة 18.4% كانت ضمن فئة الخامسة والستين عاماً فما فوق. وتوزع التركيب الجنسي للسكان بنسبة 46.7% ذكور و53.3% إناث.

## أعلام
- جيمس إم. تايلور
- تيلمان فرانكس

## وصلات خارجية
- The US50 - Cities and Towns in Arkansas State
- 2012 United States Census Estimate